# Мгновенный центр ускорений
Мгнове́нный центр ускоре́ний — при плоскопараллельном движении абсолютно твёрдого тела точка, связанная с этим телом и находящаяся в плоскости движения тела, ускорение которой в данный момент времени равно нулю.

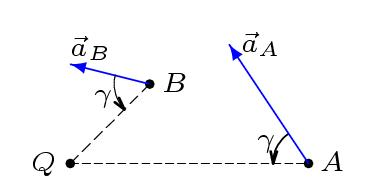
Построение мгновенного центра ускорений Q

Положение мгновенного центра ускорений в общем случае не совпадает с положением мгновенного центра скоростей. Однако в некоторых случаях, например, при чисто вращательном движении, положение этих двух точек может совпадать.

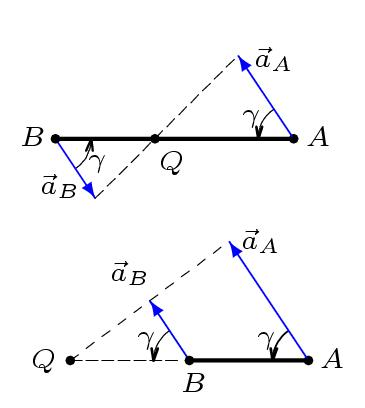
Частные случаи положения мгновенного центра ускорений Q

Для того, чтобы определить положение мгновенного центра ускорений, необходимо к векторам ускорений двух различных точек тела провести прямые под равными углами {\displaystyle \gamma }. Если угловое ускорение положительное, то угол откладывается от вектора ускорения против часовой стрелки, иначе — по часовой стрелке. В точке пересечения проведённых прямых и будет находиться мгновенный центр ускорений. Угол {\displaystyle \gamma } должен удовлетворять равенству:
{\displaystyle \operatorname {tg} \gamma ={\frac {\varepsilon }{\omega ^{2}}},}
где
{\displaystyle \varepsilon } — угловое ускорение тела;
{\displaystyle \omega } — угловая скорость тела.
Величина ускорения точки пропорциональна её расстоянию до мгновенного центра ускорений
{\displaystyle a_{A}=AQ{\sqrt {\omega ^{4}+\varepsilon ^{2}}},\ a_{B}=BQ{\sqrt {\omega ^{4}+\varepsilon ^{2}}}.}